# Emanuele Negrini
Emanuele Negrini (Bologna, 28 aprile 1974) è un ex ciclista su strada italiano, professionista dal 1998 al 2001.

## Carriera
Ritirato al termine della stagione sportiva 2001, si è dedicato con successo alle granfondo, diventando uno degli atleti più vincenti a livello internazionale.
Nel giugno 2009 è stato trovato positivo al betametasone e triamcinolone durante la Granfondo Sportful ed è stato inibito sei mesi dal Tribunale nazionale antidoping. L'atleta si è sempre dichiarato innocente.

## Palmarès

### Strada
- 1996

1ª tappa Tour of Japan
- 1997

Trofeo Piva
- 1998

Coppa Penna
4ª tappa Giro d'Italia dilettanti
6ª tappa Giro d'Italia dilettanti
- 2000

2ª tappa Österreich-Rundfahrt

### Granfondo
- 2003

Maratona delle Dolomiti
- 2004

Maratona delle Dolomiti
Nove Colli
Granfondo di Sardegna
- 2005

Maratona delle Dolomiti
La Marmotte
- 2006

Maratona delle Dolomiti
La Marmotte
Ötztaler Radmarathon
Granfondo di Sardegna
- 2007

Ötztaler Radmarathon
- 2008

Maratona delle Dolomiti
Granfondo Felice Gimondi
- 2009

Ötztaler Radmarathon